# Orectochilus klapperichi
Orectochilus klapperichi is een keversoort uit de familie van schrijvertjes (Gyrinidae). De wetenschappelijke naam van de soort is voor het eerst geldig gepubliceerd in 1942 door Ochs.